# Saban
Saban (kor. 사반왕) – król Baekje, jednego z Trzech Królestw Korei, krótkotrwale panujący w 234 roku.

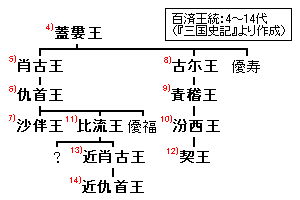
Genealogia królów Baekje ja

Według Kronik Trzech Królestw, był drugim synem poprzedniego króla Gusu i objął tron po jego śmierci, lecz „ze względu na młodość nie mógł sprawować rządów, dlatego na tron wstąpił Goi, brat króla Ch’ogo”. Współcześnie interpretuje się tę zmianę na tronie Baekje jako efekt rywalizacji politycznej w obrębie panującej dynastii.
Dalsze losy Sabana nie są znane, aczkolwiek japoński zbiór genealogiczny Shinsen Shōjiroku wymienia go jako przodka jednego z japońskich rodów.